# Ноулз, Тина
Селести́н Энн (Ти́на) Но́улз (англ. Celestine Ann «Tina» Knowles; 4 января 1954, Галвестон, Техас, США) — американский модельер, известная сотрудничеством со своей дочерью Бейонсе.

## Биография
Тина — одна из семерых детей в семье.
В 1980—2011 года Тина была замужем за менеджером по талантам Мэттью Ноулзом. У бывших супругов есть две дочери — певицы Бейонсе Жизель Ноулз-Картер (род.04.09.1981) и Соланж Пиаже Ноулз (род.24.06.1986).
С 12 апреля 2015 года Тина замужем за актёром Ричардом Лоусоном, с которым она встречалась около двух лет до их свадьбы.